# Дженніфер Фіхтер
Дженніфер Фіхтер (англ. Jennifer Christine Fichter; народилась 8 грудня 1984 рік) — американська шкільна вчителька, звинувачена в 37 епізодах розбещення трьох 17-річних старшокласників. У липні 2015 її було засуджено до 22 років позбавлення волі.

## Біографія
У червні 2003 Дженніфер закінчила старшу школу Пакстон (англ. Paxon High School) у Джексонвіллі (Флорида). У серпні того ж року вступила до університету Флориди. Навчалася в університеті до грудня 2006 року і в результаті отримала ступінь бакалавра мистецтв за спеціальністю англійська мова.
У серпні 2007 року 22-річна Фіхтер почала працювати вчителькою англійської мови в середній школі Робінсвуд міста Орландо. Однак у листопаді 2008 року адміністрація школи звинуватила Фіхтер в «неприпустимих відносинах» з восьмикласником і відсторонила від викладання, а грудні Дженніфер звільнилася.
У серпні 2011 почала працювати в старшій школі Кетлін (англ. Kathleen High School) у Лейкленді (округ Полк, штат Флорида).

## Слідство й суд
Дженніфер арештували в квітні 2014 за звинуваченням в 37 епізодах сексуальних відносин з неповнолітніми, які відбувалися у неї в квартирі, в її машині, в парку, а також вдома у одного з учнів, коли його батьків не було. Як зізналася сама Дженніфер, відносини з одним із її учнів починалися з погладжування ноги молодого хлопця в комп'ютерному класі.
Під час слідства стало відомо, що від одного з учнів Фіхтер завагітніла й зробила аборт.
2 липня 2015 було оголошено вирок — 22 роки в'язниці.

## Реакція суспільства
Скандальний випадок[джерело?] швидко розлетівся по всьому світу і був сприйнятий неоднозначно. Більшість пересічних громадян в Америці відверто не розуміють, чому Фіхтер була покарана так суворо[джерело?], адже її злочин не можна кваліфікувати як зґвалтування. Відомо, що жертвами стали три школяра, які з власної волі вступали в сексуальний зв'язок зі своєю вчителькою без будь-якого примусу. При цьому хлопці ретельно приховували цей факт, поки батьки одного з хлопців не побачили листування свого сина з Дженніфер.
В інших країнах світу багато людей встали на захист вчительки з Флориди[джерело?]. Наприклад, у Росії найбільш радикально поставилися до судового вироку. Переважна більшість росіян вважають, що лейклендська вчителька, якщо й заслуговувала покарання, то менш суворого. Коли жінка вийде з в'язниці, їй буде вже за п'ятдесят. Тобто фактично, все її життя пройде за ґратами[джерело?].
Така ж реакція на винесений вирок американській вчительці була і серед українців. Користувачі соціальних мереж, дізнавшись про цей випадок, висловили своє обурення з приводу американського законодавства[джерело?]. Багато відверто не розуміють такого рішення слідства, адже просто не бачать в цьому інциденті злочину[джерело?]. Дійсно, як відзначають інтернет-користувачі, якби історія листування одного з учнів не була виявлена його батьками, то зараз всі сторони конфлікту були б щасливі[джерело?]. На даний момент, постраждалі школярі здобули всесвітню скандальну популярність, замість того, щоб продовжувати насолоджуватися життям в компанії своєї сексуальної вчительки.
На ресурсі Change.org була опублікована петиція на її захист (російською мовою), що зібрала за добу близько 25 тисяч підписів. Особливе обурення викликало порівняння справи Фіхтер зі справою норвезького терориста Андерса Брейвіка, який Убив 77 людей і отримав за це 21 рік в'язниці.

## Аналогічні справи

### Бріанна Алтіс
У липні 2015 року суд штату Юта визнав 36-річну вчительку англійської Бріанну Алтіс (англ. Brianne Altice) винною в розбещенні трьох учнів. Як встановив суд, Алтіс перебувала в інтимних стосунках із двома 16-річними підлітками і одним 17-річним. 
Звинувачення було оголошено в квітні 2015 року. Обвинувачення вимагало 15 років позбавлення волі за кожен епізод. Втім, за законами штату, термін ув'язнення не може бути більшим 30 років. Суддя призначив одночасне відбування покарання за всіма випадками, тобто, 15-річний термін ув'язнення. За вироком суду, Алтіс мала відсидіти два роки, перш ніж подавати клопотання про умовно-дострокове звільнення. Перше таке клопотання, подане 2017 року, було відхилено. 2019 року питання розглядалося повторно й клопотання про умовно-дострокове звільнення було задоволено. 